# Sezonul de Formula 1 din 1954
Sezonul de Formula 1 din 1954 a fost cel de-al optulea sezon al curselor auto de Formula 1 FIA, și a inclus cea de-a cincea ediție a Campionatului Mondial al Piloților. Sezonul a fost disputat pe parcursul a nouă curse, începând cu Marele Premiu al Argentinei pe 17 ianuarie și terminându-se cu Marele Premiu al Spaniei pe 24 octombrie.
Campionatul a fost câștigat de Juan Manuel Fangio, care a condus și a câștigat curse atât pentru Maserati, cât și pentru Mercedes-Benz de-a lungul sezonului. Compatriotul lui Fangio, José Froilán González, a încheiat pe locul al doilea în campionatul mondial.

## Rezumatul sezonului
Cu Formula 1 trecând la un motor de 2,5 litri normal aspirat, Mercedes-Benz a revenit în cursele de Formula 1 la Marele Premiu al Franței. Aici, noul model aerodinamic, cu un singur loc, i-a ajutat pe Fangio și Karl Kling să obțină primele două locuri ale cursei. Întrucât la Silverstone, structura aerodinamică a automobilului Mercedes s-a dovedit a fi nepotrivită, începând cu Marele Premiu al Germaniei s-a revenit la un model mai convențional. Acest lucru a făcut ca Mercedes să obțină alte trei victorii în ultimele patru curse ale sezonului.
Campionul în exercițiu, Alberto Ascari, a avut o schimbare de echipe mai puțin reușită, alegând să părăsească Ferrari pentru echipa nou formată Lancia. Mașina D50, nu a fost gata decât la ultima cursă a Campionatului Mondial, ceea ce a înseamnat că el nu a avut șanse reale la apărarea titlului.
Primii 5 piloți la finalul fiecărei curse au primit puncte (8, 6, 4, 3, 2). Câte un punct a fost acordat pentru cel mai rapid tur de pistă. În clasamentul Campionatului Mondial s-au reținut doar cele mai bune 5 clasări ale fiecărui pilot. Pentru piloții care și-au împârțit mașina într-o cursă, punctele s-au împărțit și ele, dar în mod egal, indiferent de câte tururi a condus fiecare, cu condiția ca niciunul dintre piloți să nu fi parcurs o distanță mai mică decât limita impusă de organizatori. Piloții care, pe parcursul unei curse, au schimbat mai mult de o mașină au primit puncte doar pentru clasarea cea mai bună.
Argentinianul Onofre Marimón a fost ucis în timpul antrenamentelor pentru Marele Premiu al Germaniei la volanul unui Maserati 250F.

## Piloții și echipele înscrise în campionat
Următorii piloți și constructori au participat în Campionatul Mondial al Piloților din 1954.
| Imagine            | Concurent                           | Constructor   | Motor                                                    | Șasiu          | Pneu | Piloți                | Piloți   |
| ------------------ | ----------------------------------- | ------------- | -------------------------------------------------------- | -------------- | ---- | --------------------- | -------- |
| Imagine            | Concurent                           | Constructor   | Motor                                                    | Șasiu          | Pneu | Numele pilotului      | Etape    |
| Connaught Type A   | Bill Whitehouse                     | Connaught     | Lea-Francis 2,0 L4                                       | Type A         | D    | Bill Whitehouse       | 5        |
| Connaught Type A   | Leslie Marr                         | Connaught     | Lea-Francis 2,0 L4                                       | Type A         | D    | Leslie Marr           | 5        |
| Connaught Type A   | R.R.C. Walker Racing Team           | Connaught     | Lea-Francis 2,0 L4                                       | Type A         | D    | John Riseley-Prichard | 5        |
| Connaught Type A   | Sir Jeremy Boles                    | Connaught     | Lea-Francis 2,0 L4                                       | Type A         | D    | Don Beauman           | 5        |
| Connaught Type A   | Ecurie Ecosse                       | Connaught     | Lea-Francis 2,0 L4                                       | Type A         | D    | Leslie Thorne         | 5        |
|                    | Peter Whitehead                     | Cooper        | Alta GP 2,5 L4                                           | T24            | D    | Peter Whitehead       | 5        |
| Cooper T23         | R.J. Chase                          | Cooper        | Bristol BS1 2,0 L6                                       | T23            | D    | Alan Brown            | 5        |
| Cooper T23         | Gould's Garage (Bristol)            | Cooper        | Bristol BS1 2,0 L6                                       | T23            | D    | Horace Gould          | 5        |
| Cooper T23         | Bob Gerard                          | Cooper        | Bristol BS1 2,0 L6                                       | T23            | D    | Bob Gerard            | 5        |
| Cooper T23         | Ecurie Richmond                     | Cooper        | Bristol BS1 2,0 L6                                       | T23            | D    | Eric Brandon          | 5        |
| Cooper T23         | Ecurie Richmond                     | Cooper        | Bristol BS1 2,0 L6                                       | T23            | D    | Rodney Nuckey         | 5        |
| Ferrari 625 F1     | Scuderia Ferrari                    | Ferrari       | Ferrari 625 2,5 L4 Ferrari 554 2,5 L4 Ferrari 500 2,0 L4 | 625 F1 553 500 | P    | Giuseppe Farina       | 1, 3     |
| Ferrari 625 F1     | Scuderia Ferrari                    | Ferrari       | Ferrari 625 2,5 L4 Ferrari 554 2,5 L4 Ferrari 500 2,0 L4 | 625 F1 553 500 | P    | José Froilán González | 1, 3–8   |
| Ferrari 625 F1     | Scuderia Ferrari                    | Ferrari       | Ferrari 625 2,5 L4 Ferrari 554 2,5 L4 Ferrari 500 2,0 L4 | 625 F1 553 500 | P    | Mike Hawthorn         | 1, 3–9   |
| Ferrari 625 F1     | Scuderia Ferrari                    | Ferrari       | Ferrari 625 2,5 L4 Ferrari 554 2,5 L4 Ferrari 500 2,0 L4 | 625 F1 553 500 | P    | Umberto Maglioli      | 1, 7–8   |
| Ferrari 625 F1     | Scuderia Ferrari                    | Ferrari       | Ferrari 625 2,5 L4 Ferrari 554 2,5 L4 Ferrari 500 2,0 L4 | 625 F1 553 500 | P    | Maurice Trintignant   | 3–9      |
| Ferrari 625 F1     | Scuderia Ferrari                    | Ferrari       | Ferrari 625 2,5 L4 Ferrari 554 2,5 L4 Ferrari 500 2,0 L4 | 625 F1 553 500 | P    | Piero Taruffi         | 6        |
| Ferrari 625 F1     | Scuderia Ferrari                    | Ferrari       | Ferrari 625 2,5 L4 Ferrari 554 2,5 L4 Ferrari 500 2,0 L4 | 625 F1 553 500 | P    | Robert Manzon         | 7        |
| Ferrari 625 F1     | Scuderia Ferrari                    | Ferrari       | Ferrari 625 2,5 L4 Ferrari 554 2,5 L4 Ferrari 500 2,0 L4 | 625 F1 553 500 | P    | Alberto Ascari        | 8        |
| Gordini T16        | Equipe Gordini                      | Gordini       | Gordini 23 2,5 L6                                        | T16            | E    | Jean Behra            | 1, 3–9   |
| Gordini T16        | Equipe Gordini                      | Gordini       | Gordini 23 2,5 L6                                        | T16            | E    | Élie Bayol            | 1        |
| Gordini T16        | Equipe Gordini                      | Gordini       | Gordini 23 2,5 L6                                        | T16            | E    | Roger Loyer           | 1        |
| Gordini T16        | Equipe Gordini                      | Gordini       | Gordini 23 2,5 L6                                        | T16            | E    | Paul Frère            | 3–4, 6   |
| Gordini T16        | Equipe Gordini                      | Gordini       | Gordini 23 2,5 L6                                        | T16            | E    | André Pilette         | 3, 5–6   |
| Gordini T16        | Equipe Gordini                      | Gordini       | Gordini 23 2,5 L6                                        | T16            | E    | Jacques Pollet        | 4, 9     |
| Gordini T16        | Equipe Gordini                      | Gordini       | Gordini 23 2,5 L6                                        | T16            | E    | Clemar Bucci          | 5–8      |
| Gordini T16        | Equipe Gordini                      | Gordini       | Gordini 23 2,5 L6                                        | T16            | E    | Fred Wacker           | 7–8      |
|                    | HW Motors                           | HWM           | Alta GP 2,5 L4                                           | 53             | D    | Lance Macklin         | 4        |
|                    | Hans Klenk                          | Klenk         | BMW 328 2,0 L6                                           | Meteor         | P    | Theo Helfrich         | 6        |
| Lancia D50         | Scuderia Lancia                     | Lancia        | Lancia DS50 2,5 V8                                       | D50            | P    | Alberto Ascari        | 9        |
| Lancia D50         | Scuderia Lancia                     | Lancia        | Lancia DS50 2,5 V8                                       | D50            | P    | Luigi Villoresi       | 9        |
| Maserati 250F      | Officine Alfieri Maserati           | Maserati      | Maserati 250F1 2,5 L6 Maserati A6 2,0 L6                 | 250F A6GCM     | P    | Juan Manuel Fangio    | 1, 3     |
| Maserati 250F      | Officine Alfieri Maserati           | Maserati      | Maserati 250F1 2,5 L6 Maserati A6 2,0 L6                 | 250F A6GCM     | P    | Onofre Marimón        | 1, 3–6   |
| Maserati 250F      | Officine Alfieri Maserati           | Maserati      | Maserati 250F1 2,5 L6 Maserati A6 2,0 L6                 | 250F A6GCM     | P    | Luigi Musso           | 1, 8–9   |
| Maserati 250F      | Officine Alfieri Maserati           | Maserati      | Maserati 250F1 2,5 L6 Maserati A6 2,0 L6                 | 250F A6GCM     | P    | Birabongse Bhanudej   | 1        |
| Maserati 250F      | Officine Alfieri Maserati           | Maserati      | Maserati 250F1 2,5 L6 Maserati A6 2,0 L6                 | 250F A6GCM     | P    | Sergio Mantovani      | 3–4, 6–9 |
| Maserati 250F      | Officine Alfieri Maserati           | Maserati      | Maserati 250F1 2,5 L6 Maserati A6 2,0 L6                 | 250F A6GCM     | P    | Alberto Ascari        | 4–5      |
| Maserati 250F      | Officine Alfieri Maserati           | Maserati      | Maserati 250F1 2,5 L6 Maserati A6 2,0 L6                 | 250F A6GCM     | P    | Luigi Villoresi       | 4–6, 8   |
| Maserati 250F      | Officine Alfieri Maserati           | Maserati      | Maserati 250F1 2,5 L6 Maserati A6 2,0 L6                 | 250F A6GCM     | P    | Roberto Mieres        | 7–9      |
| Maserati 250F      | Officine Alfieri Maserati           | Maserati      | Maserati 250F1 2,5 L6 Maserati A6 2,0 L6                 | 250F A6GCM     | P    | Stirling Moss         | 7–9      |
| Maserati 250F      | Officine Alfieri Maserati           | Maserati      | Maserati 250F1 2,5 L6 Maserati A6 2,0 L6                 | 250F A6GCM     | P    | Harry Schell          | 7        |
| Maserati 250F      | Officine Alfieri Maserati           | Maserati      | Maserati 250F1 2,5 L6 Maserati A6 2,0 L6                 | 250F A6GCM     | P    | Louis Rosier          | 8        |
| Maserati 250F      | Officine Alfieri Maserati           | Maserati      | Maserati 250F1 2,5 L6 Maserati A6 2,0 L6                 | 250F A6GCM     | P    | Paco Godia            | 9        |
| Mercedes-Benz W196 | Daimler Benz AG                     | Mercedes-Benz | Mercedes-Benz M196 2,5 L8                                | W196           | C    | Juan Manuel Fangio    | 4–9      |
| Mercedes-Benz W196 | Daimler Benz AG                     | Mercedes-Benz | Mercedes-Benz M196 2,5 L8                                | W196           | C    | Karl Kling            | 4–9      |
| Mercedes-Benz W196 | Daimler Benz AG                     | Mercedes-Benz | Mercedes-Benz M196 2,5 L8                                | W196           | C    | Hans Herrmann         | 4, 6–9   |
| Mercedes-Benz W196 | Daimler Benz AG                     | Mercedes-Benz | Mercedes-Benz M196 2,5 L8                                | W196           | C    | Hermann Lang          | 6        |
|                    | G.A. Vandervell Vandervell Products | Vanwall       | Vanwall 254 2,5 L4                                       | Special        | P    | Peter Collins         | 5, 8–9   |
| Imagine            | Concurent                           | Constructor   | Motor                                                    | Șasiu          | Pneu | Numele pilotului      | Etape    |
| Imagine            | Concurent                           | Constructor   | Motor                                                    | Șasiu          | Pneu | Piloți                |          |

Piloții și echipele private care nu și-au construit propriul șasiu și au folosit șasiurile constructorilor existenți sunt arătați mai jos.
| Concurent                | Constructor afiliat | Motor                                    | Șasiu      | Pneu | Piloți               | Piloți    |
| ------------------------ | ------------------- | ---------------------------------------- | ---------- | ---- | -------------------- | --------- |
| Concurent                | Constructor afiliat | Motor                                    | Șasiu      | Pneu | Numele pilotului     | Etape     |
| Ecurie Rosier            | Ferrari             | Ferrari 500 2,0 L4 Ferrari 625 2,5 L4    | 500 625    | D P  | Louis Rosier         | 1, 4-6    |
| Ecurie Rosier            | Ferrari             | Ferrari 500 2,0 L4 Ferrari 625 2,5 L4    | 500 625    | D P  | Maurice Trintignant  | 1         |
| Ecurie Rosier            | Ferrari             | Ferrari 500 2,0 L4 Ferrari 625 2,5 L4    | 500 625    | D P  | Robert Manzon        | 4-6, 8-9  |
| Ecurie Rosier            | Maserati            | Maserati 250F1 2,5 L6                    | 250F       | P    | Louis Rosier         | 9         |
| Harry Schell             | Maserati            | Maserati A6 2,0 L6 Maserati 250F1 2.5 L6 | A6GCM 250F | P    | Harry Schell         | 1, 4–6, 9 |
| Emmanuel de Graffenried  | Maserati            | Maserati A6 2,0 L6                       | A6GCM      | P    | Toulo de Graffenried | 1, 9      |
| Emmanuel de Graffenried  | Maserati            | Maserati A6 2,0 L6                       | A6GCM      | P    | Ottorino Volonterio  | 9         |
| Roberto Mieres           | Maserati            | Maserati A6 2,0 L6 Maserati 250F1 2,5 L6 | A6GCM 250F | P    | Roberto Mieres       | 1, 3–6    |
| Jorge Daponte            | Maserati            | Maserati A6 2,0 L6                       | A6GCM      | P    | Jorge Daponte        | 1, 8      |
| Onofre Marimón           | Maserati            | Maserati A6 2,0 L6                       | A6GCM      | P    | Carlos Menditeguy    | 1         |
| Ecurie Francorchamps     | Ferrari             | Ferrari 500 2,0 L4                       | 500        | E    | Jacques Swaters      | 3, 7, 9   |
| Birabongse Bhanudej      | Maserati            | Maserati 250F1 2,5 L6                    | 250F       | P    | Birabongse Bhanudej  | 3–6, 9    |
| Birabongse Bhanudej      | Maserati            | Maserati 250F1 2,5 L6                    | 250F       | P    | Ron Flockhart        | 5         |
| Equipe Moss A.E. Moss    | Maserati            | Maserati 250F1 2,5 L6                    | 250F       | P    | Stirling Moss        | 3, 5–6    |
| Georges Berger           | Gordini             | Gordini 23 2,5 L6                        | T16        | E    | Georges Berger       | 4         |
| Owen Racing Organisation | Maserati            | Maserati 250F1 2,5 L6                    | 250F       | D    | Ken Wharton          | 4–7, 9    |
| Owen Racing Organisation | Maserati            | Maserati 250F1 2,5 L6                    | 250F       | D    | Guerino Bertocchi    | 9         |
| Gilby Engineering        | Maserati            | Maserati 250F1 2,5 L6                    | 250F       | D    | Roy Salvadori        | 4–5       |
| Scuderia Ambrosiana      | Ferrari             | Ferrari 500 2,0 L4                       | 500        | A    | Reg Parnell          | 5         |
| Giovanni de Riu          | Maserati            | Maserati A6 2,0 L6                       | A6GCM      | P    | Giovanni de Riu      | 8         |

- Notă: Tabelele de mai sus nu includ piloții și echipele care au participat doar la cursa de Campionat Mondial de la Indianapolis.

## Calendar
Următoarele opt Mari Premii și Indianapolis 500 au avut loc în 1954.
| 1.                                       | 2.                                  | 3.                                  | 4.                                    |
| ---------------------------------------- | ----------------------------------- | ----------------------------------- | ------------------------------------- |
| Marele Premiu al Argentinei 17 ianuarie  | Indianapolis 500 31 mai             | Marele Premiu al Belgiei 20 iunie   | Marele Premiu al Franței 4 iulie      |
| Buenos Aires (P)                         | Indianapolis (P)                    | Spa-Francorchamps (S)               | Reims-Gueux (S)                       |
| 5.                                       | 6.                                  | 7.                                  | 8.                                    |
| Marele Premiu al Marii Britanii 17 iulie | Marele Premiu al Germaniei 1 august | Marele Premiu al Elveției 22 august | Marele Premiu al Italiei 5 septembrie |
| Silverstone (P)                          | Nürburgring (P)                     | Bremgarten (S)                      | Monza (P)                             |
| 9.                                       |                                     |                                     |                                       |
| Marele Premiu al Spaniei 24 octombrie    |                                     |                                     |                                       |
| Pedralbes (S)                            |                                     |                                     |                                       |
| (P) - pistă; (S) - stradă.               |                                     |                                     |                                       |

## Rezultate
| Etapa | Mare Premiu          | Pole position         | Cel mai rapid tur                                                                                             | Pilotul câștigător    | Constructorul câștigător | Pneu | Lider   | Lider |
| Etapa | Mare Premiu          | Pole position         | Cel mai rapid tur                                                                                             | Pilotul câștigător    | Constructorul câștigător | Pneu | Pilot   | Dif.  |
| ----- | -------------------- | --------------------- | --- | --------------------- | ------------------------ | ---- | ------- | ----- |
| 1     | MP al Argentinei     | Giuseppe Farina       | José Froilán González                                                                                         | Juan Manuel Fangio    | Maserati                 | P    | FAN     | 2     |
| 2     | Indianapolis 500     | Jack McGrath          | Jack McGrath                                                                                                  | Bill Vukovich         | Kurtis Kraft-Offenhauser | F    | FAN VUK | 0     |
| 3     | MP al Belgiei        | Juan Manuel Fangio    | Juan Manuel Fangio                                                                                            | Juan Manuel Fangio    | Maserati                 | P    | FAN     | 8     |
| 4     | MP al Franței        | Juan Manuel Fangio    | Hans Herrmann                                                                                                 | Juan Manuel Fangio    | Mercedes-Benz            | C    | FAN     | 16    |
| 5     | MP al Marii Britanii | Juan Manuel Fangio    | Alberto Ascari Jean Behra Juan Manuel Fangio José Froilán González Mike Hawthorn Onofre Marimón Stirling Moss | José Froilán González | Ferrari                  | P    | FAN     | 13,5  |
| 6     | MP al Germaniei      | Juan Manuel Fangio    | Karl Kling | Juan Manuel Fangio    | Mercedes-Benz            | C    | FAN     | 18,5  |
| 7     | MP al Elveției       | José Froilán González | Juan Manuel Fangio                                                                                            | Juan Manuel Fangio    | Mercedes-Benz            | C    | FAN     | 18,36 |
| 8     | MP al Italiei        | Juan Manuel Fangio    | José Froilán González                                                                                         | Juan Manuel Fangio    | Mercedes-Benz            | C    | FAN     | 16,86 |
| 9     | MP al Spaniei        | Alberto Ascari        | Alberto Ascari                                                                                                | Mike Hawthorn         | Ferrari                  | P    | FAN     | 16,86 |

## Clasamentul Campionatului Mondial al Piloților
Punctele au fost acordate pe o bază de 8–6–4–3–2 primilor cinci clasați în fiecare cursă, cu un punct suplimentar revenind pilotului care a stabilit cel mai rapid tur al cursei (dacă cel mai rapid tur a fost realizat de mai mulți piloți, punctul s-a împărțit egal la fiecare pilot). Punctele pentru piloții care au condus aceeași mașină au fost împărțite în mod egal, indiferent de cine a condus mai multe tururi. Doar cele mai bune cinci rezultate au fost luate în considerare pentru Campionatul Mondial. FIA nu a acordat o clasificare în campionat acelor piloți care nu au obținut puncte.
| Poz. | Pilot                 | ARG | 500    | BEL  | FRA | GBR      | DEU | SUI | ITA      | ESP   | Puncte        |
| ---- | --------------------- | --- | ------ | ---- | --- | -------- | --- | --- | -------- | ----- | ------------- |
| 1    | Juan Manuel Fangio    | 1   |        | 1P R | 1P  | (4)P R   | 1P  | 1R  | (1)P     | (3)   | 42 (57,14)    |
| 2    | José Froilán González | 3R  |        | (4)  | Ab  | 1R       | 2   | 2P  | 3R / AbR |       | 25,14 (26,64) |
| 3    | Mike Hawthorn         | DSC |        | 4    | Ab  | 2R       | 2   | Ab  | 2        | 1     | 24,64         |
| 4    | Maurice Trintignant   | 4   |        | 2    | Ab  | 5        | 3   | Ab  | 5        | Ab    | 17            |
| 5    | Karl Kling            |     |        |      | 2   | 7        | 4R  | Ab  | Ab       | 5     | 12            |
| 6    | Bill Vukovich         |     | 1      |      |     |          |     |     |          |       | 8             |
| 7    | Hans Herrmann         |     |        |      | AbR |          | Ab  | 3   | 4        | Ab    | 8             |
| 8    | Luigi Musso           | NS  |        |      |     |          |     |     | Ab       | 2     | 6             |
| 9    | Giuseppe Farina       | 2P  |        | Ab   |     |          |     |     |          |       | 6             |
| 10   | Jimmy Bryan           |     | 2      |      |     |          |     |     |          |       | 6             |
| 11   | Roberto Mieres        | Ab  |        | Ab   | Ab  | 6        | Ab  | 4   | Ab       | 4     | 6             |
| 12   | Jack McGrath          |     | 3P R   |      |     |          |     |     |          |       | 5             |
| 13   | Stirling Moss         |     |        | 3    |     | AbR      | Ab  | Ab  | 10       | Ab    | 4,14          |
| 14   | Onofre Marimón        | Ab  |        | Ab   | Ab  | 3R       | NS  |     |          |       | 4,14          |
| 15   | Robert Manzon         |     |        |      | 3   | Ab       | 9   | NS  | Ab       | Ab    | 4             |
| 16   | Sergio Mantovani      |     |        | 7    |     |          | 5   | 5   | 9        | Ab    | 4             |
| 17   | Prințul Bira          | 7   |        | 6    | 4   | Ab       | Ab  |     |          | 9     | 3             |
| 18   | Umberto Maglioli      | 9   |        |      |     |          |     | 7   | 3        |       | 2             |
| 19   | André Pilette         |     |        | 5    |     | 9        | Ab  |     |          |       | 2             |
| 20   | Luigi Villoresi       |     |        |      | 5   | Ab       | NS  |     | Ab       | Ab    | 2             |
| 21   | Élie Bayol            | 5   |        |      |     |          |     |     |          |       | 2             |
| 22   | Mike Nazaruk          |     | 5      |      |     |          |     |     |          |       | 2             |
| 23   | Troy Ruttman          |     | 4      |      |     |          |     |     |          |       | 1,5           |
| 24   | Duane Carter          |     | 4 / 15 |      |     |          |     |     |          |       | 1,5           |
| 25   | Alberto Ascari        |     |        |      | Ab  | AbR / Ab |     |     | Ab       | AbP R | 1,14          |
| 26   | Jean Behra            | DSC |        | Ab   | 6   | AbR      | 10  | Ab  | Ab       | Ab    | 0,14          |
| —    | Harry Schell          | 6   |        |      | Ab  | 12       | 7   | Ab  |          | Ab    | 0             |
| —    | Ken Wharton           |     |        |      | Ab  | 8        | NS  | 6   |          | 8     | 0             |
| —    | Fred Wacker           |     |        |      |     |          |     | Ab  | 6        |       | 0             |
| —    | Fred Agabashian       |     | 6      |      |     |          |     |     |          |       | 0             |
| —    | Piero Taruffi         |     |        |      |     |          | 6   |     |          |       | 0             |
| —    | Paco Godia            |     |        |      |     |          |     |     |          | 6     | 0             |
| —    | Louis Rosier          | Ab  |        |      | Ab  | Ab       | 8   |     | 8        | 7     | 0             |
| —    | Peter Collins         |     |        |      |     | Ab       |     |     | 7        | NS    | 0             |
| —    | Don Freeland          |     | 7      |      |     |          |     |     |          |       | 0             |
| —    | Jacques Swaters       |     |        | Ab   |     |          |     | 8   |          | Ab    | 0             |
| —    | Toulo de Graffenried  | 8   |        |      |     |          |     |     |          | Ab    | 0             |
| —    | Paul Russo            |     | 8      |      |     |          |     |     |          |       | 0             |
| —    | Larry Crockett        |     | 9      |      |     |          |     |     |          |       | 0             |
| —    | Cal Niday             |     | 10     |      |     |          |     |     |          |       | 0             |
| —    | Bob Gerard            |     |        |      |     | 10       |     |     |          |       | 0             |
| —    | Jorge Daponte         | Ab  |        |      |     |          |     |     | 11       |       | 0             |
| —    | Art Cross             |     | 11     |      |     |          |     |     |          |       | 0             |
| —    | Don Beauman           |     |        |      |     | 11       |     |     |          |       | 0             |
| —    | Chuck Stevenson       |     | 12     |      |     |          |     |     |          |       | 0             |
| —    | Manny Ayulo           |     | 13     |      |     |          |     |     |          |       | 0             |
| —    | Leslie Marr           |     |        |      |     | 13       |     |     |          |       | 0             |
| —    | Bob Sweikert          |     | 14     |      |     |          |     |     |          |       | 0             |
| —    | Leslie Thorne         |     |        |      |     | 14       |     |     |          |       | 0             |
| —    | Horace Gould          |     |        |      |     | 15       |     |     |          |       | 0             |
| —    | Jimmy Jackson         |     | 15     |      |     |          |     |     |          |       | 0             |
| —    | Ernie McCoy           |     | 16     |      |     |          |     |     |          |       | 0             |
| —    | Jimmy Reece           |     | 17     |      |     |          |     |     |          |       | 0             |
| —    | Ed Elisian            |     | 18     |      |     |          |     |     |          |       | 0             |
| —    | Frank Armi            |     | 19     |      |     |          |     |     |          |       | 0             |
| —    | Clemar Bucci          |     |        |      |     | Ab       | Ab  | Ab  | Ab       |       | 0             |
| —    | Paul Frère            |     |        | Ab   | Ab  |          | Ab  |     |          |       | 0             |
| —    | Roy Salvadori         |     |        |      | Ab  | Ab       |     |     |          |       | 0             |
| —    | Jacques Pollet        |     |        |      | Ab  |          |     |     |          | Ab    | 0             |
| —    | Roger Loyer           | Ab  |        |      |     |          |     |     |          |       | 0             |
| —    | Sam Hanks             |     | Ab     |      |     |          |     |     |          |       | 0             |
| —    | Pat O'Connor          |     | Ab     |      |     |          |     |     |          |       | 0             |
| —    | Rodger Ward           |     | Ab     |      |     |          |     |     |          |       | 0             |
| —    | Gene Hartley          |     | Ab     |      |     |          |     |     |          |       | 0             |
| —    | Andy Linden           |     | Ab     |      |     |          |     |     |          |       | 0             |
| —    | Johnny Thomson        |     | Ab     |      |     |          |     |     |          |       | 0             |
| —    | Jerry Hoyt            |     | Ab     |      |     |          |     |     |          |       | 0             |
| —    | Jimmy Daywalt         |     | Ab     |      |     |          |     |     |          |       | 0             |
| —    | Tony Bettenhausen     |     | Ab     |      |     |          |     |     |          |       | 0             |
| —    | Spider Webb           |     | Ab     |      |     |          |     |     |          |       | 0             |
| —    | Bill Homeier          |     | Ab     |      |     |          |     |     |          |       | 0             |
| —    | Johnnie Parsons       |     | Ab     |      |     |          |     |     |          |       | 0             |
| —    | Len Duncan            |     | Ab     |      |     |          |     |     |          |       | 0             |
| —    | Pat Flaherty          |     | Ab     |      |     |          |     |     |          |       | 0             |
| —    | Jim Rathmann          |     | Ab     |      |     |          |     |     |          |       | 0             |
| —    | Lance Macklin         |     |        |      | Ab  |          |     |     |          |       | 0             |
| —    | Georges Berger        |     |        |      | Ab  |          |     |     |          |       | 0             |
| —    | Bill Whitehouse       |     |        |      |     | Ab       |     |     |          |       | 0             |
| —    | John Riseley-Prichard |     |        |      |     | Ab       |     |     |          |       | 0             |
| —    | Reg Parnell           |     |        |      |     | Ab       |     |     |          |       | 0             |
| —    | Peter Whitehead       |     |        |      |     | Ab       |     |     |          |       | 0             |
| —    | Eric Brandon          |     |        |      |     | Ab       |     |     |          |       | 0             |
| —    | Ron Flockhart         |     |        |      |     | Ab       |     |     |          |       | 0             |
| —    | Hermann Lang          |     |        |      |     |          | Ab  |     |          |       | 0             |
| —    | Theo Helfrich         |     |        |      |     |          | Ab  |     |          |       | 0             |
| —    | Ottorino Volonterio   |     |        |      |     |          |     |     |          | Ab    | 0             |
| —    | Alan Brown            |     |        |      |     | NS       |     |     |          |       | 0             |
| —    | Rodney Nuckey         |     |        |      |     | NS       |     |     |          |       | 0             |
| —    | Giovanni de Riu       |     |        |      |     |          |     |     | NSC      |       | 0             |
| Poz. | Constructor           | ARG | 500    | BEL  | FRA | GBR      | DEU | SUI | ITA      | ESP   | Puncte        |

| Legendă      | Legendă                                            |
| Culoare      | Rezultat                                           |
| ------------ | -------------------------------------------------- |
| Auriu        | Câștigător                                         |
| Argintiu     | Locul 2                                            |
| Bronz        | Locul 3                                            |
| Verde        | Alte locuri care punctează                         |
| Albastru     | Alte locuri                                        |
| Albastru     | Nu s-a clasat, dar a terminat cursa (NC)           |
| Purpuriu     | A abandonat cursa (Ab)                             |
| Negru        | Descalificat (DSC)                                 |
| Alb          | Nu a luat startul (NS)                             |
| Roșu         | Nu s-a calificat (NSC)                             |
| Fără culoare | Retras înainte de calificări (Ret)                 |
| Fără culoare | Exclus (EX)                                        |
| Fără culoare | Nu a participat (celulă goală)                     |
| Adnotare     | Însemnătate                                        |
| P            | Pole position                                      |
| R            | Cel mai rapid tur                                  |
| (6)          | Rezultatul nu a fost luat în considerare pentru CM |
| 1            | A împărțit mașina cu unul sau mai mulți piloți     |

## Alte curse importante
Aceste curse n-au contat în clasamentul Campionatului Mondial.
| Nume                                        | Circuit        | Dată          | Câștigător            | Constructor       |
| ------------------------------------------- | -------------- | ------------- | --------------------- | ----------------- |
| XIII Grande Prêmio Cidade do Rio de Janeiro | Rio de Janeiro | 3 ianuarie    | Toulo de Graffenried  | Maserati          |
| New Zealand Motor Cup Grand Prix            | Ardmore        | 9 ianuarie    | Stan Jones            | Maybach           |
| Gran Premio Ciudad de Buenos Aires          | Buenos Aires   | 31 ianuarie   | Maurice Trintignant   | Ferrari           |
| IV Gran Premio di Siracusa                  | Siracuza       | 11 aprilie    | Giuseppe Farina       | Ferrari           |
| XV Grand Prix de Pau                        | Pau            | 19 aprilie    | Jean Behra            | Gordini           |
| VI Lavant Cup                               | Goodwood       | 19 aprilie    | Reg Parnell           | Ferrari           |
| III Grand Prix de Bordeaux                  | Bordeaux       | 9 mai         | José Froilán González | Ferrari           |
| VI BRDC International Trophy                | Silverstone    | 15 mai        | José Froilán González | Ferrari           |
| VII Gran Premio di Bari                     | Bari           | 22 mai        | José Froilán González | Ferrari           |
| II Curtis Trophy                            | Snetterton     | 5 iunie       | Roy Salvadori         | Maserati          |
| XIII Gran Premio di Roma                    | Castelfusano   | 6 iunie       | Onofre Marimón        | Maserati          |
| XXIV Grand Prix des Frontières              | Chimay         | 6 iunie       | Prințul Bira          | Maserati          |
| I Cornwall M.R.C. Formula 1 Race            | Davidstow      | 7 iunie       | John Riseley-Prichard | Connaught-Francis |
| I BARC Formula 1 Race                       | Goodwood       | 7 iunie       | Reg Parnell           | Ferrari           |
| II Crystal Palace Trophy                    | Crystal Palace | 19 iunie      | Reg Parnell           | Ferrari           |
| IV Grand Prix de Rouen-les-Essarts          | Rouen          | 11 iulie      | Maurice Trintignant   | Ferrari           |
| III Grand Prix de Caen                      | Caen           | 25 iulie      | Maurice Trintignant   | Ferrari           |
| I August Cup                                | Crystal Palace | 2 august      | Reg Parnell           | Ferrari           |
| II Cornwall M.R.C. Formula 1 Race           | Davidstow      | 2 august      | John Coombs           | Lotus-Francis     |
| I International Gold Cup                    | Oulton Park    | 7 august      | Stirling Moss         | Maserati          |
| RedeX Trophy                                | Snetterton     | 14 august     | Reg Parnell           | Ferrari           |
| XXIII Coppa Acerbo                          | Pescara        | 15 august     | Luigi Musso           | Maserati          |
| III Joe Fry Memorial Trophy                 | Castle Combe   | 28 august     | Horace Gould          | Cooper-Bristol    |
| V Circuit de Cadours                        | Cadours        | 12 septembrie | Jean Behra            | Gordini           |
| I Grosser Preis von Berlin                  | AVUS           | 19 septembrie | Karl Kling            | Mercedes-Benz     |
| VII Goodwood Trophy                         | Goodwood       | 25 septembrie | Stirling Moss         | Maserati          |
| I Daily Telegraph Trophy                    | Aintree        | 2 octombrie   | Stirling Moss         | Maserati          |